# Blues metal
Il blues metal è un sottogenere della musica heavy metal, sorto come una delle prime forme di heavy metal classico agli inizi degli anni settanta.

## Storia

### Origini
Gli storici del rock in genere riconoscono le origini dell'heavy metal all'interno del cosiddetto movimento british blues degli anni sessanta, in particolare tra quelle band che trovarono difficile riadattare il proprio sound a quello del classico blues americano. Nei primi anni del decennio, i chitarristi rock britannici vennero pesantemente influenzati dai bluesmen americani. Gruppi come the Rolling Stones, the Yardbirds e John Mayall & the Bluesbreakers introdussero il blues come una delle influenze principali nelle loro sonorità.
Durante il periodo di proliferazione del blues rock britannico negli anni sessanta, le ritmiche divennero più essenziali, e gli strumenti elettrici amplificati cominciarono ad assumere maggiore importanza, soprattutto grazie alle innovazioni dei primi gruppi hard rock/blues rock di questo decennio come the Kinks, the Who, Jimi Hendrix, Cream,  the Rolling Stones, the Jeff Beck Group, Yardbirds e Eric Clapton, i quali anticiparono il genere heavy metal sia nel sound che nell'attitudine. Le band blues rock britanniche, assieme a Jimi Hendrix, inventarono il sound che in seguito definirà l'heavy metal: batteria e basso pesanti, chitarra distorta e virtuosa, ed uno stile vocale molto potente caratterizzato da urla e voci acute come segno di trasgressione e trascendenza. In effetti, anche i veri e propri gruppi proto-metal americani confermarono queste contaminazioni: Blue Cheer, The Amboy Dukes, Iron Butterfly, Steppenwolf, e lo stesso Jimi Hendrix, erano esponenti dell'Acid rock, un genere di hard rock psichedelico americano riconosciuto come uno dei maggiori ispiratori della musica heavy metal, che di base prevedeva una forte influenza blues, tramandata proprio da artisti come Cream e Jimi Hendrix.
Dai tardi anni sessanta, questa influenza venne ulteriormente enfatizzata con la nascita di nuovi complessi come i Led Zeppelin, i quali adattarono il blues ad un nuovo stile di hard rock più estremo che verrà riconosciuto come heavy metal.

### Anni settanta: La nascita
Il Blues metal si sviluppò nei primi anni settanta come il primo stile di musica heavy metal, dato che, tra le sue principali influenze musicali, l'heavy metal fu per definizione un genere che evolveva dal blues rock del decennio precedente. L'heavy metal, come tutte le altre forme di musica rock, deve gran parte della sua esistenza al blues afro-americano. La progressione armonica, le linee vocali, e l'improvvisazione chitarristica del metal, almeno nelle forme originarie, sono sempre basate sulla scala pentatonica ereditata dalla musica blues. I lamenti e le grida del modo di suonare la chitarra metal, con tremolo e amplificatori in overdrive, derivano dai bottleneck per la chitarra, strumenti tipicamente utilizzati nel delta blues, e in definitiva dai primi stili vocali afro-americani. La genealogia dell'heavy metal va rintracciata nel blues afro-americano, non solo per le ovvie ed evidenti strutture musicali, ma anche nelle liriche. Ad esempio, le radici delle tematiche occulte tipiche dell'heavy metal hanno una correlazione con la lotta contro il diavolo di Robert Johnson, e le riflessioni di Howlin' Wolf sui problemi con il male.
I primi chitarristi heavy metal degli anni settanta, non facevano altro che imitare i chitarristi hard/blues rock degli anni sessanta come Eric Clapton (Cream), Jeff Beck (Jeff Beck Group) e Jimmy Page (Yardbirds), ma in realtà lo imitavano di riflesso dai veri originatori, i bluesmen afroamericani, tra i quali Muddy Waters, Howlin' Wolf, Robert Johnson e B.B. King. Angus Young, chitarrista solista degli AC/DC, sembra voler dire "ho iniziato ad ascoltare molti dei primi bluesmen come B.B. King, Buddy Guy, e Muddy Waters", e questo vale anche per molti dei primi esponenti del genere. Ma come accennato, questi strumentisti non appresero il blues direttamente dagli artisti originali, lo conobbero soprattutto tramite le reinterpretazioni dei musicisti britannici, e dal più evidente collegamento tra heavy metal, blues, e r&b, ovvero Jimi Hendrix. Il blues metal era infatti ispirato al Delta e Chicago blues, due stili rappresentati da artisti come Robert Johnson, Lightnin' Hopkins, B.B. King, T-Bone Walker, e Muddy Waters.
Molti gruppi del primo heavy metal possono essere riconosciuti nel "blues" metal: i Led Zeppelin, considerati generalmente come tra i principali iniziatori dell'heavy metal (assieme a Deep Purple e Black Sabbath), furono dal principio indirizzati su brani di ispirazione blues suonati più pesantemente ed energicamente che ogni altro. I loro brani erano spesso costruiti attorno a parti cantate che seguivano i riff, una pratica chiaramente ereditata dalla musica blues. Durante il corso degli anni settanta, molte band emersero dalla scena hard rock, tra i tanti, AC/DC e Aerosmith, i quali continuarono a ribadire questa impronta musicale, potendo essere citati con la definizione di blues metal.
Verso la seconda metà degli anni settanta (1976), la musica heavy metal cominciò a declinare, si dice soprattutto a causa dell'esplosione del punk rock. Si ritiene infatti che se non fosse stato per l'avvento del punk, probabilmente l'heavy metal avrebbe continuato a rimanere uno dei generi di rock più prominenti degli anni settanta.

### Anni ottanta
Dopo questo calo di popolarità, il genere cominciò a riemergere in Gran Bretagna, inizialmente all'interno di una scena underground: era la nascita della New Wave of British Heavy Metal, nuova ondata nel quale molti gruppi si distinsero per tralasciare appunto l'impronta blues che tanto aveva caratterizzato il genere nel primo periodo di vita, dai pionieri come Led Zeppelin, Black Sabbath e Deep Purple. Si sostiene che questo cambio di rotta fosse stato causato anche dal passaggio del punk, che influì in parte sullo sviluppo di queste nuove forme di heavy metal. Proprio il punk, tramite il suo sottogenere estremo, l'hardcore, permise la nascita di nuovi stili di heavy metal ulteriormente estremizzati, che verranno riconosciuti nella categoria del metal estremo (speed/thrash metal, black metal, doom metal, death metal) in cui le radici blues tipiche del primo metal erano ormai impercettibili.
Negli anni ottanta, una parte dei gruppi heavy metal, nello specifico delle sottocorrenti pop metal e hair metal, o comunque vicini alle radici dell'hard rock e del blues, continuò in diversi casi a rappresentare le sonorità del blues metal. Tra questi gruppi musicali, si possono citare ad esempio Cinderella, Great White, Def Leppard e Guns N' Roses.
Si precisa che il termine blues metal non esisteva negli anni settanta e ottanta (come molti altri termini nati in seguito), e tutt'oggi è raramente utilizzato dalla critica generalmente per definire lo stile di gruppi heavy metal con forti tinte blues. Esso probabilmente è nato per distinguere il suono del primo heavy metal tradizionale dalle nuove forme che presero piede dai fine anni settanta, all'interno dell'ondata NWOBHM, in cui molte band iniziarono a rifiutare il blues (e spesso l'hard rock) come influenza.